# Walter Model
Walter Model, nemški feldmaršal, * 24. januar 1891, Genthin, † 21. april 1945, Ruhr.
Model je nastopil v vojaško službo leta 1909 in se kot nižji oficir boril v prvi svetovni vojni. Ker se ga je oprijel sloves sposobnega častnika, je obdržal službo tudi v maloštevilni povojni vojski in je počasi napredoval po činih.
Znan je postal v drugi svetovni vojni kjer se je najprej izkazal kot poveljnik ene od tankovskih divizij v letu 1941. V hudih preizkušnjah prve ruske zime se je pokazal za izredno odločnega poveljnika, ki ne popusti pod pritiskom in tako ga je opazil Adolf Hitler, ki mu je začel zaupati čedalje pomembnejše naloge. Pri njih se je Model ponovno izkazal in posledično je bliskovito napredoval. Tako je v dveh letih od poveljnika divizije napredoval vse do poveljujočega celotni armadni skupini. Ker ga je Hitler pošiljal na dele fronte, kjer je bilo najtežje, se ga je oprijel vzdevek Hitlerjev gasilec. Prislužil si je najvišja odlikovanja in najvišji mogoči čin, feldmaršal.
Leta 1945 je tik pred nemškim porazom raje storil samomor, kot da bi se predal.   